# Ravnice Wuzhang
Ravnice Wuzhang (五丈原) su visoravan kraj rijeke Wei u Kini. Nalaze se u provinciji Shaanxi, 56 km od Baojija. Naziv "Wuzhang" znači "pet zhanga", pri čemu zhang (丈) označava kinesku mjernu jedinicu od 3⅓ metra. U stvarnosti je visoravan na oko 12 m nadmorske visine, 1 km široka od istoka ka zapadu i 3.5 km duga od sjevera i juga. Qinling planine su na jugu, rijeka Wei na sjeveru, rijeka Maili na istoku i rijeka Shitou na zapadu.
Visoravan je najpoznatija kao poprište znamenite Bitka na ravnicama Wuzhang koja se odigrala u doba Tri kraljevstva i prilikom koje je obolio znameniti vojskovođa i državnika Zhuge Liang. Na njima se nalaze mnogi relikti iz onog vremena, kao i hramovi posvećeni Zhuge Liangu. Svojedobno su brojni pjesnici hodočastili na to mjesto.

## Vanjske poveznice
|  | Zajednički poslužitelj ima još gradiva o temi Ravnice Wuzhang |